# Fotballklubben Lyn Oslo 2010
Questa voce raccoglie le informazioni riguardanti il Fotballklubben Lyn Oslo nelle competizioni ufficiali della stagione 2010.

## Stagione
A seguito della retrocessione dell'annata precedente, in vista della nuova stagione il Lyn Oslo è stato chiamato ad affrontare la 1. divisjon 2010, oltre al Norgesmesterskapet. Gunnar Halle è stato confermato in panchina.
Già da tempo, la società versava in crisi economica e per questo, il 30 giugno 2010, ha dichiarato bancarotta. La squadra è stata esclusa dal campionato e tutte le partite precedentemente disputate sono state annullate. I calciatori sono rimasti tutti svincolati.

## Maglie e sponsor
Lo sponsor tecnico per la stagione 2010 è stato Puma, mentre lo sponsor ufficiale è stato Carrot. La divisa casalinga era composta da una maglietta rossa con una larga striscia bianca sul petto, pantaloncini blu e calzettoni rossi. Quella da trasferta era invece costituita da un completo totalmente di colore blu.
| Casa | Trasferta |

## Rosa
| N. |                           | Ruolo | Calciatore         |
| -- | ------------------------- | ----- | ------------------ |
| 1  | Stati Uniti (bandiera)    | P     | Tyrel Lacey        |
| 2  | Svezia (bandiera)         | D     | Jimmy Tamandi      |
| 3  | Norvegia (bandiera)       | D     | Alexander Groven   |
| 4  | Norvegia (bandiera)       | D     | Steinar Strømnes   |
| 5  | Svezia (bandiera)         | D     | Rikard Nilsson     |
| 6  | Namibia (bandiera)        | C     | Oliver Risser      |
| 7  | Norvegia (bandiera)       | C     | Edwin Kjeldner     |
| 8  | Costa d'Avorio (bandiera) | C     | Jean Yao Yao       |
| 11 | Costa d'Avorio (bandiera) | C     | Bi Hverve Guessan  |
| 13 | Norvegia (bandiera)       | D     | Vegar Gjermundstad |
| 14 | Nigeria (bandiera)        | A     | Daniel Chima       |

| N. |                     | Ruolo | Calciatore            |
| -- | ------------------- | ----- | --------------------- |
| 15 | Norvegia (bandiera) | A     | Fredrik Gulbrandsen   |
| 16 | Norvegia (bandiera) | D     | Thomas Jacobsen       |
| 17 | Norvegia (bandiera) | C     | Gøran van den Burgt   |
| 20 | Norvegia (bandiera) | D     | Tom Sadeh             |
| 21 | Norvegia (bandiera) | D     | Mads Dahm             |
| 23 | Nigeria (bandiera)  | C     | Stanley Ihugba        |
| 24 | Norvegia (bandiera) | P     | Tarjei Aase Omenås    |
| 26 | Norvegia (bandiera) | C     | Endre Fotland Knudsen |
| 27 | Norvegia (bandiera) | C     | Jon André Røyrane     |
| 29 | Norvegia (bandiera) | A     | Rocky Lekaj           |
| 30 | Islanda (bandiera)  | P     | Arnar Darri Pétursson |

## Calciomercato

### Sessione invernale
| Arrivi           | Arrivi              | Arrivi         | Arrivi        |
| R.               | Nome                | da             | Modalità      |
| ---------------- | ------------------- | -------------- | ------------- |
| D                | Steinar Strømnes    | Kongsvinger    | definitivo    |
| C                | Jon André Røyrane   | Løv-Ham        | definitivo    |
| A                | Daniel Chima        |                | svincolato    |
| A                | Fredrik Gulbrandsen | Lillestrøm     | prestito      |
| A                | Rocky Lekaj         | Sheffield Weds | definitivo    |
| Altre operazioni |                     |                |               |
| R.               | Nome                | da             | Modalità      |
| C                | Petter Furuseth     | Assyriska      | fine prestito |

| Partenze | Partenze          | Partenze   | Partenze      |
| R.       | Nome              | a          | Modalità      |
| -------- | ----------------- | ---------- | ------------- |
| D        | Tommy Berntsen    |            | ritiro        |
| D        | Magne Simonsen    | Molde      | definitivo    |
| C        | Fredrik Dahm      |            | svincolato    |
| C        | Petter Furuseth   |            | svincolato    |
| C        | Erling Knudtzon   | Lillestrøm | definitivo    |
| C        | Paul Obiefule     | Hønefoss   | definitivo    |
| C        | Kasey Wehrman     | Brann      | fine prestito |
| A        | Davy Claude Angan | Hønefoss   | definitivo    |
| A        | Jo Inge Berget    | Udinese    | fine prestito |
| A        | Kim Holmen        |            | svincolato    |

## Risultati

### 1. divisjon
Il Lyn Oslo ha disputato il campionato fino all'11ª giornata: successivamente, il club ha dichiarato bancarotta e tutte le partite sono state annullate.

### Norgesmesterskapet
| Oslo 13 maggio 2010, ore 18:00 Primo turno                      | Sagene    | 0 – 3 referto                 | Lyn Oslo | Voldsløkka Stadion (1.000 spett.) |
| \| \| \| \| \| \| Marcatori \| 7’, 90’ Lekaj 51’ Gulbrandsen \| |           |                               |          |                                   |
|                                                                 |           |                               |          |                                   |
|                                                                 | Marcatori | 7’, 90’ Lekaj 51’ Gulbrandsen |          |                                   |

| Arbitro: | Tennøy (Bergen) |

|  |           |                            |
|  | Marcatori | 12’ Røyrane 62’, 83’ Chima |

| Oslo 9 giugno 2010, ore 18:00 Terzo turno                                                       | Lyn Oslo  | 2 – 4 referto                            | Strømsgodset | Bislett Stadion |
| \| \| \| \| \| Sadeh 64’ Ihugba 90’ \| Marcatori \| 7’ Pedersen 11’, 32’ Sankoh 74’ Johansen \| |           |                                          |              |                 |
|                                                                                                 |           |                                          |              |                 |
| Sadeh 64’ Ihugba 90’                                                                            | Marcatori | 7’ Pedersen 11’, 32’ Sankoh 74’ Johansen |              |                 |

## Statistiche

### Statistiche di squadra
| Competizione       | Punti | In casa | In casa | In casa | In casa | In casa | In casa | In trasferta | In trasferta | In trasferta | In trasferta | In trasferta | In trasferta | Totale | Totale | Totale | Totale | Totale | Totale | DR |
| Competizione       | Punti | G       | V       | N       | P       | Gf      | Gs      | G            | V            | N            | P            | Gf           | Gs           | G      | V      | N      | P      | Gf     | Gs     | DR |
| ------------------ | ----- | ------- | ------- | ------- | ------- | ------- | ------- | ------------ | ------------ | ------------ | ------------ | ------------ | ------------ | ------ | ------ | ------ | ------ | ------ | ------ | -- |
| 1. divisjon        | -     | -       | -       | -       | -       | -       | -       | -            | -            | -            | -            | -            | -            | -      | -      | -      | -      | -      | -      | -  |
| Norgesmesterskapet | -     | 1       | 0       | 0       | 1       | 2       | 4       | 2            | 2            | 0            | 0            | 6            | 0            | 3      | 2      | 0      | 1      | 8      | 4      | +4 |
| Totale             | -     | 1       | 0       | 0       | 1       | 2       | 4       | 2            | 2            | 0            | 0            | 6            | 0            | 3      | 2      | 0      | 1      | 8      | 4      | +4 |

### Statistiche dei giocatori
| Giocatore          | 1. divisjon | 1. divisjon | 1. divisjon | 1. divisjon | Norgesmesterskapet | Norgesmesterskapet | Norgesmesterskapet | Norgesmesterskapet | Coppe europee | Coppe europee | Coppe europee | Coppe europee | Altre coppe | Altre coppe | Altre coppe | Altre coppe | Totale   | Totale | Totale      | Totale     |
| Giocatore          | Presenze    | Reti        | Ammonizioni | Espulsioni  | Presenze           | Reti               | Ammonizioni        | Espulsioni         | Presenze      | Reti          | Ammonizioni   | Espulsioni    | Presenze    | Reti        | Ammonizioni | Espulsioni  | Presenze | Reti   | Ammonizioni | Espulsioni |
| ------------------ | ----------- | ----------- | ----------- | ----------- | ------------------ | ------------------ | ------------------ | ------------------ | ------------- | ------------- | ------------- | ------------- | ----------- | ----------- | ----------- | ----------- | -------- | ------ | ----------- | ---------- |
| T. Aase Omenås     | -           | -           | -           | -           | 0                  | -0                 | 0                  | 0                  |               |               |               |               |             |             |             |             | 0        | 0      | 0           | 0          |
| D. Chima           | -           | -           | -           | -           | 3                  | 2                  | 0                  | 0                  |               |               |               |               |             |             |             |             | 3        | 2      | 0           | 0          |
| M. Dahm            | -           | -           | -           | -           | 1                  | 0                  | 1                  | 0                  |               |               |               |               |             |             |             |             | 1        | 0      | 1           | 0          |
| E. Fotland Knudsen | -           | -           | -           | -           | 0                  | 0                  | 0                  | 0                  |               |               |               |               |             |             |             |             | 0        | 0      | 0           | 0          |
| V. Gjermundstad    | -           | -           | -           | -           | 1                  | 0                  | 0                  | 0                  |               |               |               |               |             |             |             |             | 1        | 0      | 0           | 0          |
| A. Groven          | -           | -           | -           | -           | 2                  | 0                  | 0                  | 0                  |               |               |               |               |             |             |             |             | 2        | 0      | 0           | 0          |
| B. Guessan         | -           | -           | -           | -           | 2                  | 0                  | 0                  | 0                  |               |               |               |               |             |             |             |             | 2        | 0      | 0           | 0          |
| F. Gulbrandsen     | -           | -           | -           | -           | 3                  | 1                  | 0                  | 0                  |               |               |               |               |             |             |             |             | 3        | 1      | 0           | 0          |
| S. Ihugba          | -           | -           | -           | -           | 2                  | 1                  | 0                  | 0                  |               |               |               |               |             |             |             |             | 2        | 1      | 0           | 0          |
| T. Jacobsen        | -           | -           | -           | -           | 1                  | 0                  | 0                  | 0                  |               |               |               |               |             |             |             |             | 1        | 0      | 0           | 0          |
| E. Kjeldner        | -           | -           | -           | -           | 2                  | 0                  | 0                  | 0                  |               |               |               |               |             |             |             |             | 2        | 0      | 0           | 0          |
| T. Lacey           | -           | -           | -           | -           | 1                  | -1                 | 0                  | 0                  |               |               |               |               |             |             |             |             | 1        | -1     | 0           | 0          |
| R. Lekaj           | -           | -           | -           | -           | 2                  | 2                  | 1                  | 0                  |               |               |               |               |             |             |             |             | 2        | 2      | 1           | 0          |
| R. Nilsson         | -           | -           | -           | -           | 0                  | 0                  | 0                  | 0                  |               |               |               |               |             |             |             |             | 0        | 0      | 0           | 0          |
| A. Pétursson       | -           | -           | -           | -           | 3                  | -3                 | 0                  | 0                  |               |               |               |               |             |             |             |             | 3        | -3     | 0           | 0          |
| O. Risser          | -           | -           | -           | -           | 0                  | 0                  | 0                  | 0                  |               |               |               |               |             |             |             |             | 0        | 0      | 0           | 0          |
| J. Røyrane         | -           | -           | -           | -           | 2                  | 1                  | 0                  | 0                  |               |               |               |               |             |             |             |             | 2        | 1      | 0           | 0          |
| T. Sadeh           | -           | -           | -           | -           | 2                  | 1                  | 0                  | 0                  |               |               |               |               |             |             |             |             | 2        | 1      | 0           | 0          |
| S. Strømnes        | -           | -           | -           | -           | 3                  | 0                  | 0                  | 0                  |               |               |               |               |             |             |             |             | 3        | 0      | 0           | 0          |
| J. Tamandi         | -           | -           | -           | -           | 2                  | 0                  | 0                  | 0                  |               |               |               |               |             |             |             |             | 2        | 0      | 0           | 0          |
| G. van den Burgt   | -           | -           | -           | -           | 3                  | 0                  | 2                  | 0                  |               |               |               |               |             |             |             |             | 3        | 0      | 2           | 0          |
| J. Yao Yao         | -           | -           | -           | -           | 2                  | 0                  | 1                  | 0                  |               |               |               |               |             |             |             |             | 2        | 0      | 1           | 0          |